# November 20.
November 20. az év 324. (szökőévben 325.) napja a Gergely-naptár szerint. Az évből még 41 nap van hátra.
Névnapok: Jolán + Amál, Amália, Bódog, Brendon, Edmond, Edmunda, Emiliána, Félix, Jónás, Koriolán, Ödön, Zolta, Zoltán, Zsolt

## Események
- 284 – Diocletianus megkezdi uralkodását mint római császár.
- 1710 – Az Oszmán Birodalom hadat üzen az Orosz Birodalomnak.
- 1805 – Bécsben, a Theater an der Wien-ben először kerül színpadra Ludwig van Beethoven „Fidelio” című operája.
- 1849 – Átadják a Pestet Budával elsőként összekötő állandó hidat, a Széchenyi lánchidat.
- 1881 – Elhelyezik a második szegedi Szent Rozália-kápolna alapkövét.
- 1921 – A Mirditai Köztársaság megszűnik, mert a népszövetségi bizottság visszaállította Albánia 1913-as határait, így területe ismét Albánia, illetve Szerbia része lett.
- 1923 – Habsburg Ottó születésnapján királypárti demonstrációt tartanak a budapesti bazilikában.
- 1940 – Magyarország csatlakozik a háromhatalmi egyezményhez.
- 1945 – Nürnbergben megkezdődik a náci háborús bűnösök pere.
- 1949 – Újra megnyitják az újjáépített Széchenyi lánchidat (az első híd megnyitásának 100. évfordulóján).
- 1959 – A Magyar Szocialista Munkáspárt Központi Bizottsága (MSZMP KB) megerősíti korábbi döntését, és úgy határoz, hogy Rákosi Mátyás „maradjon ott, ahol van”. (A Szovjetunióban, száműzetésben.)[1]
- 1962
  - Megkezdődik az MSZMP VIII. kongresszusa, ahol Kádár János beszédében többek között elhangzik, hogy „Aki nincs ellenünk, az velünk van”.
  - John F. Kennedy amerikai elnök feloldja Kuba karanténját, ezzel végleg befejeződik a Kubai rakétaválság.
- 1979 – Iszlám fundamentalisták felkelése Szaúd-Arábiában a nyugatbarát kormány ellen. Fegyveresek elfoglalják a mekkai Nagymecsetet, 6000 zarándokot túszul ejtenek. A lázadást több hetes véres ostrom után, francia különleges egységek segítségével sikerül leverni.
- 1985 – Megjelent a Windows.
- 1988 – Egyiptom és Kína bejelenti, hogy elismeri a Palesztin Nemzeti Frontot, mint Palesztina egyedüli képviselőjét.
- 1989 – Prágában 200 000 ember tüntet a demokratikus jogokért.
- 1993 – Az Arab Liga tagja lesz a Comore-szigetek.
- 1995 – Lemond Horváth Ádám, a Magyar Televízió elnöke, mert nem ért egyet a tervezett médiatörvénnyel.
- 1995 – 1948 után újra megnyitja kapuit a bukaresti értéktőzsde.
- 1995 – Diána walesi hercegné a BBC Televízióban bemutatott riportban elismeri, hogy megcsalta Károly herceget.
- 1995 – A rádiókban felcsendül egy addig nem hallott Beatles-felvétel, a „Free as a bird”.
- 1996 – Hongkong történetének legsúlyosabb tűzvésze tör ki egy 16 emeletes kereskedelmi toronyban. A tragédiában 41-en meghaltak, 81-en megsérültek.
- 1998 – A Zarja modul pályára állításával kezdetét veszi a Nemzetközi Űrállomás építése.
- 1998 – Oszáma bin Láden menedéket kap az afgán tálib milíciától.
- 1998 – Az amerikai dohánygyárak és 46 szövetségi állam megállapodást kötnek, ahol a dohánygyárak 25 év alatt 206 milliárd dollár megfizetését vállalták a dohányzás káros hatásainak ellentételezésére.
- 2001 – Az amerikai Igazságügyminisztérium épületét George W. Bush jóváhagyásával  Robert F. Kennedyről nevezik el.
- 2004 – A Cape Canaveralról elindul a gamma tartományban kutató amerikai Swift csillagászati műhold.
- 2007 – Lemond Paul Gray, a brit királyi adó- és vámhivatal elnöke, miután kiderül, hogy nyoma veszett Nagy-Britanniában két számítógépes adathordozó lemeznek, amelyeken a brit felnőtt lakosság felének minden adó- és bankszámla-adata rajta van.
- 2017 – Novozánszki Fanni eltűnése, a Novozánszki Fanni-gyilkosság kezdete.
- 2024 - Oroszország először lő interkontinentális ballisztikus rakétát Ukrajna területére az Orosz–ukrán háborúban.

## Sportesemények
Formula–1
- 1960 –  amerikai nagydíj, Riverside - Győztes: Stirling Moss (Lotus Climax)

Labdarúgás
- 2022 – Magyarország–Görögország, barátságos mérkőzés (976. hivatalos mérkőzés), Budapest, Puskás Aréna

## Születések
- 1602 – Otto von Guericke német tudós, felfedező és politikus († 1686)
- 1740 – Ákontz-Kövér István címzetes érsek († 1824)
- 1761 – VIII. Piusz pápa († 1830)
- 1782 – Sina György magyar bankár, nagybirtokos († 1856)
- 1784 – Marianne von Willemer osztrák írónő († 1860)
- 1794 – Eduard Rüppell német természettudós, Észak-Afrika kutató († 1884)
- 1820 – Ábrányi Emil magyar földbirtokos, költő, újságíró, 1848-as politikus, miniszteri titkár, kormánybiztos († 1850)
- 1853 – Oskar Potiorek cs. és kir. tábornok, Bosznia-Hercegovina katonai kormányzója († 1933)
- 1858 – Selma Lagerlöf Nobel-díjas svéd írónő († 1940)
- 1866 – Ndre Mjeda albán jezsuita szerzetes, költő, pedagógus († 1937)
- 1877 – Rubányi Vilmos magyar karnagy († 1968)
- 1886 – Karl von Frisch Fiziológiai és orvostudományi Nobel-díjas osztrák etológus  († 1982)
- 1889
  - Edwin Hubble amerikai csillagász († 1953)
  - Révész László magyar járásbíró, ügyvéd, kisgazda politikus, országgyűlési képviselő († 1965)
- 1893 – Ábrahám Ambrus Andor magyar zoológus, ideghisztológus, az MTA tagja († 1989)
- 1898 – Cziáky Endre magyar gazdálkodó, kisgazda politikus, nemzetgyűlési képviselő (1945–1946) († 1946)
- 1902 – Szegő Gizi magyar grafikus, karikaturista († 1985)
- 1905 – Frank Luptow (Frankie Lueptow) amerikai autóversenyző († 1952)
- 1908 – Kerényi Jenő Kossuth- és Munkácsy Mihály-díjas magyar szobrászművész († 1975)
- 1912 – Hal Cole amerikai autóversenyző († 1970)
- 1912 – Habsburg Ottó főherceg, az utolsó osztrák-magyar trónörökös († 2011)
- 1916 – Csada Imre Károly magyar csillagász († 1992)
- 1919 – Alan Brown (Alan Everest Brown) brit autóversenyző († 2004)
- 1923 – Nadine Gordimer Nobel-díjas dél-afrikai írónő († 2014)
- 1924 – Benoît Mandelbrot lengyel születésű francia matematikus, a fraktálgeometria kidolgozója († 2010)
- 1925 – Robert F. Kennedy amerikai politikus, igazságügyminiszter († 1968)
- 1928 – Kondra Irén magyar színésznő
- 1929 – Gérecz Attila magyar költő, öttusázó, az 1956-os forradalom hősi halottja († 1956)
- 1935 – Makovecz Imre magyar műépítész, közíró, politikus († 2011)
- 1937 – Koós János magyar énekes, humorista, színművész († 2019)
- 1939 – Bányai János magyar egyetemi tanár, író, irodalomtörténész, műkritikus, szerkesztő († 2016)
- 1942 — Fábiánné Rozsnyói Katalin Prima Primissima díjas olimpiai ezüstérmes kajakozó, mesteredző. Tizennégyszeres magyar bajnok. Az első magyar edző, aki NOB edzői életműdíjat kapott.
- 1942 – Felkai Eszter Déryné- és Jászai Mari-díjas magyar színésznő, a Békéscsabai Jókai Színház örökös tagja
- 1942 – Joe Biden amerikai politikus, alelnök, az USA 46. elnöke
- 1942 – Meredith Monk amerikai énekesnő, filmrendező, performer
- 1943 – Ferencz Zsuzsanna kolozsvári születésű magyar író, újságíró, műfordító († 2010)
- 1945 – Ewald Boisitz osztrák autóversenyző († 1979)
- 1945 – Nagy Sándor csillagász († 2011)
- 1946 – Duane Allman amerikai gitáros († 1971)
- 1948 – Gunnar Nilsson svéd autóversenyző († 1978)
- 1953 – Fábry Sándor magyar újságíró, humorista, érdemes és kiváló művész
- 1953 – Mészáros Mihály magyar színész
- 1956 – Bo Derek amerikai színésznő
- 1957 – Stefan Bellof német autóversenyző († 1985)
- 1963 – Ming-Na Wen kínai származású amerikai színésznő
- 1964 – Katharina Böhm svájci színésznő
- 1965 – Yoshiki japán zenész, zeneszerző, az X Japan együttes alapítója
- 1970 – Sipos Imre magyar színész
- 1977 – Szabó Rebeka magyar biológus, ökológus és politikus
- 1980 – Hamar Gergely Róbert nívódíjas magyar író, költő
- 1980 – Sipos Csaba magyar színész, színházi titkár
- 1982 – Gregor Urbas szlovén műkorcsolyázó
- 1983 – Kovacsicz Mónika kézilabdázó
- 1983 – Future amerikai rapper
- 1984 – Jeremy Jordan amerikai színész
- 1985 – Dan Byrd amerikai színész
- 1986 – Oliver Sykes angol énekes, a Bring Me the Horizon frontembere
- 1988 – Rhys Wakefield ausztrál színész, az „Otthonunk” („Home and Away”) című tv-sorozat Lucas Holdenje
- 1989 – Cody Linley amerikai színész
- 1989 – Dmitrij Zsitnyikov orosz válogatott kézilabdázó
- 1995 – Liu Shaolin Sándor olimpiai és világbajnok rövidpályás magyar gyorskorcsolyázó
- 1995 – Michael Gordon Clifford ausztrál énekes, 5 seconds of summert nevű banda gitárosa
- 2000 – Connie Talbot angol énekes

## Halálozások
- 313 – Maximinus Daia a Római Birodalom császára (* 270)
- 967 – Abú’l-Faradzs al-Iszfaháni arab költő és történész (* 897)
- 1008 – I. Geoffrey breton herceg (* 980)
- 1758 – Johan Helmich Roman svéd zeneszerző, karnagy (* 1694)
- 1856 – Bolyai Farkas erdélyi magyar matematikus, Bolyai János édesapja (* 1775)
- 1876 – Csida Károly pozsonyi katolikus hitszónok (* 1811)
- 1886 – Laborfalvi Róza magyar színésznő (* 1817)
- 1888 – Bánffy Béla magyar politikus, a képviselőház alelnöke (* 1831)
- 1889 – Louise Zeller német írónő (* 1823)
- 1894 – Anton Grigorjevics Rubinstejn orosz zongoraművész, zeneszerző, karmester (* 1829)
- 1910 – Lev Nyikolajevics Tolsztoj orosz író, a világirodalom „legragyogóbb lángelméje” (* 1828)
- 1914 – Dr. Réthy László etnográfus, numizmatikus, aki Lőwy Árpád álnéven sikamlós verseket írt (* 1851)
- 1921 – Barlai Béla kohómérnök, főiskolai tanár (* 1870)
- 1936 – José Antonio Primo de Rivera spanyol politikus (* 1903)
- 1939 – Kun Béla magyar újságíró, kommunista politikus (* 1886)
- 1945 – Francis William Aston Nobel-díjas kémikus, fizikus (* 1877)
- 1947 – Wolfgang Borchert német költő, drámaíró (* 1921)
- 1950 – Francesco Cilea olasz zeneszerző (* 1866)
- 1952 – Benedetto Croce olasz idealista filozófus (* 1866)
- 1955 – Jób Dániel magyar színházi rendező, író, színigazgató (* 1879)
- 1963 – Vaszary János magyar színész, színigazgató, rendező, színműíró (* 1899)
- 1967 – Andreánszky Gábor botanikus, paleobotanikus, az MTA tagja (* 1895)
- 1975 – Francisco Franco y Bahamonde spanyol katonatiszt, a Falange Española (Spanyol Falangista Mozgalom) vezetője, államfő, diktátor (* 1892)
- 1978 – Orgonista Olga Európa-bajnok műkorcsolyázó (* 1901)
- 1989 – Leonardo Sciascia olasz író, újságíró, politikus (* 1921)
- 1992 – Frank Mária úszó, gyermekorvos (* 1943)
- 1995 – Szergej Grinkov szovjet többszörös olimpiai bajnok páros műkorcsolyázó (* 1967)
- 2000
  - Kalle Päätalo finn író (* 1919)
  - Peterdi Pál magyar sportoló, edző, sportújságíró, humorista, író (* 1925)
  - Nyikolaj Antonovics Dollezsal, szovjet-orosz gépészmérnök, az NII–8 intézet vezető, atomreaktorok főkonstruktőre (* 1899)
- 2004 – Pócsik Dénes olimpiai bajnok vízilabdázó (* 1940)
- 2005 – James King amerikai operaénekes (* 1925)
- 2006 – Robert Altman amerikai filmrendező (* 1925)
- 2007 – Tabák Lajos magyar szociofotós (* 1904)
- 2008 – Takáts Gyula Kossuth-díjas magyar költő (* 1911)
- 2019 – Dömötör Zoltán olimpiai bajnok magyar vízilabdázó, úszó, edző (* 1935)
- 2020 – Konok Tamás Kossuth-díjas magyar festőművész, a nemzet művésze (* 1930)

## Nemzeti ünnepek, emléknapok, világnapok
→Sablonvita:Ünnepek/11-20:
- a gyermekek jogainak világnapja – az UNICEF  kezdeményezésére 1954 óta ez a nap (a gyermekek jogairól szóló egyezmény elfogadásának napja) a Gyermekek Világnapja, elsősorban a fejlődő országok gyermekeinek támogatására.[2]
- Ifjú zenebarátok világnapja
- a tanárok napja Vietnamban[3]